# Draft
Draft är ett system för klubbar inom främst nordamerikansk professionell idrott att fördela rättigheterna till spelare som ännu inte uppbundits av någon klubb.
Ordet draft betyder i det här sammanhanget ungefär att "värva" någon. Samma ord används exempelvis i USA i samband med större krig när allmän värnplikt har gällt och unga män fått besked om att de inkallas till tjänstgöring i krig. Det handlar alltså inte om någon frivillighet från spelarens sida utan det är klubbarna som fördelar vilken spelare som tillhör vilken klubb. Klubbarna kan sedan handla med rättigheterna med varandra. Under olika omständigheter kan en spelare bli fri från systemet med rättigheter och har då möjlighet att avtala med vilken klubb som helst om att spela med dem. Sådana spelare kallas i Nordamerika för free agent. Formerna för att räknas som free agent varierar.
Dessa draftsystem är viktigast inom de idrotter där de starkaste ligorna finns i Nordamerika, såsom National Football League (NFL), National Basketball Association (NBA), National Hockey League (NHL) och Major League Baseball (MLB). Även fotbollsligan Major League Soccer (MLS) har ett draftsystem, men då i princip enbart av spelare på amerikanska colleges.

## Spelardraften inom NHL
I NHL håller man varje sommar en draft med sju omgångar, där varje klubb från början har ett val per omgång (valen kan användas i bytesaffärer mellan klubbarna) och valordningen avgörs av föregående säsongs placeringar och slumpen. De 14 klubbar som inte nådde Stanley Cup-slutspelet placeras ut i ordning genom en seedad lottning där klubbarna maximalt kan förbättra eller försämra sin placering med fyra positioner gentemot deras slutplacering under säsongen. När slutspelet är slut placeras de kvarvarande klubbarna ut. Stanley Cup-mästarna får sista platsen, tvåan näst sista plats och så vidare. Alla nordamerikanska spelare som är mellan 18 och 20 år gamla samt alla utländska spelare över 18 år får draftas.

## Spelardraften inom MLB
MLB håller sin stora amatördraft i juli varje år, mitt under pågående säsong. Klubbarna kan välja i 20 omgångar med omvänd turordning där den sämsta klubben föregående säsong väljer först. Spelare i USA och Kanada samt amerikanska territorier som Puerto Rico kan väljas om de tagit examen från high school eller avklarat de första årens studier på college. Spelare i andra länder kan kontrakteras fritt av klubbarna som free agents och omfattas inte av draften.
Utöver draften av amatörer sker en extra draft, den så kallade "rule 5 draft", i december, där klubbarna enligt vissa regler kan välja spelare i varandras organisationer som draftades för minst fyra eller fem år sedan och inte ingår i den nuvarande klubbens 40-mannatrupp.
När nya klubbar etableras i MLB hålls en så kallad "expansion draft" där de nya klubbarna får välja spelare från de existerande klubbarna enligt vissa regler.